# Gà so Trung Bộ
Gà so Trung Bộ hay gà so Việt Nam, gà so ngực gụ (Arborophila merlini) là loài chim thuộc họ Trĩ. Đây là loài chim đặc hữu của Việt Nam, sống ở các khu rừng ẩm thấp miền trung Việt Nam.
Danh pháp của cả ba loài gà so ngực gụ hiện chưa thống nhất, loài này đôi lúc được coi như một phân loài của gà so ngực gụ A. chloropus nên còn có danh pháp Arborophila chloropus merlini, hoặc cả hai được gộp chung với loài gà so ngực gụ A. charltonii.

## Mô tả
Loài gà so này có chiều dài 29 cm con mái nhỏ hơn con trống một chút. Con trống cân nặng 290 gam và con mái là 250 gam.
Mặt trên cơ thể có màu nâu sẫm phớt hung. Đầu, cổ, gáy có nhiều vạch đen. Dải màu trắng chấm đen chạy qua mắt kéo dài xuống hai bên cổ; trước cằm, họng màu trắng có điểm đen; cổ và hai bên cổ có mày hung vàng điểm đen; ngực màu nâu vàng; hai bên sườn màu hung có vệt đen to và đậm. Vùng da quanh mắt đỏ thẫm. Mỏ và chân màu vàng. Con trống và con mái đều có bộ lông giống nhau.
Tiếng kêu của loài này là một chuỗi các âm rõ sắc.

## Tình trạng bảo tồn
Loài này thường sống thành đàn nhỏ, thức ăn là các loại hạt cây, quả và mối. 
Loài này bị đe dọa mất môi trường sống do việc phá rừng cũng như địa bàn phân bố hẹp ở miền Trung Việt Nam. Gà so Trung Bộ hiện phân bố ở Khu bảo tồn thiên nhiên Kẻ Gỗ (Hà Tĩnh), Vườn quốc gia Bạch Mã, vùng rừng Phong Điền (Thừa Thiên Huế), và Đăkrong (Quảng Trị).